# Pseudoclasseya mirabilis
Pseudoclasseya mirabilis là một loài bướm đêm trong họ Crambidae.